# Robot sexuel
Le robot sexuel (« sex robot » en anglais, ou « sexbot ») est une version encore hypothétique de robot, anthropomorphique ou non, destiné à permettre une certaine connexion émotionnelle humain-robot et à gratifier son utilisateur d'un plaisir sexuel. L'inventaire des robots sociaux de 2002 ne mentionne aucun robot sexuel et, en 2017, ils ne sont encore que des mannequins plus ou moins mécanisés dotés d'une expressivité et d'une conversation très limitées.
Le thème est d'abord évoqué par la science-fiction et semble peu à peu se concrétiser.
De nombreux travaux scientifiques et techniques visent à permettre à d'autres types de robots de déchiffrer le comportement de l'être humain et d'interagir avec lui de manière plus fine ; c'est un domaine de recherche en pleine expansion depuis la fin du XXe siècle, qui intègre l'intelligence artificielle et vise à améliorer l'interface homme-machine. S'ils étaient dotés d'une intelligence artificielle assez sophistiquée et de moyens de procurer du plaisir sexuel, les robots sexuels pourraient profondément interagir avec la vie affective et déclencher des réactions d'empathie et émotionnelles fortes et peut-être nous éloigner de la nature et nous rapprocher d'un monde plus « virtuel ».
La plupart des sociétés progressistes acceptent ou tolèrent la sexualité sous de nombreuses formes et variétés, ce qui laisse penser que l'arrivée de robots sexuels y est possiblement imminente. Leur potentiel d'utilisations futures pose déjà des questions morales et éthiques, voire juridiques nouvelles (ou repose des questions très anciennes faisant écho au mythe grec de Pygmalion et Galatée).
En juillet 2017, un rapport publié par la Fondation for Responsible Robotics estime que très peu de gens ont pu avoir des contacts avec un robot sexuel et qu'ils sont donc fantasmés ou imaginés d'après la science-fiction et l'imagerie dessinée ou le cinéma, mais une demande et un commerce existent : des maisons closes de poupées sexuelles se sont ouvertes en Asie et une en Espagne. On vend une quantité croissante de tels robots dans le monde, ce qui laisse supposer qu'un marché émerge pour les robots sexuels.

## Enjeux
L'évolution rapide de l'informatique et des capteurs, ainsi que sa convergence avec les progrès de la robotique molle et de la neurologie, laisse envisager que de tels robots pourraient bientôt être capables de mieux imiter l'humain, voire de le dépasser comme source de plaisir physique. Les coûts et avantages pour les individus et la société sont encore difficile à estimer, mais de nombreux auteurs s'interrogent. « Est-il prudent de tripoter son robot ? », se demande par exemple Marmion en 2016.
Selon un rapport de 2017, les robots sexuels en cours de développement sont presque tous des représentations très érotisées ou à caractère pornographique du corps humain ou de partie de corps humain (très majoritairement féminins).
Leur design dominant pourrait conduire à l'apparition d'une nouvelle catégorie ontologique, matérialisant des fantasmes situés entre le vivant, le virtuel et l'inanimé. Ils pourraient avoir des vertus thérapeutiques, mais dans les années 2010 la plupart des projets médiatisés s'inscrivent plutôt dans le contexte commercial et les suites ou évolutions du cybersex et autres « technosexualités » émergentes (dites « sextechs »).
Des philosophes, éthiciens ou auteurs en sciences sociales estiment qu'il est temps d'étudier comment les humains réagiront à de tels compagnons, potentiellement « intelligents », apprenants, parfois très personnalisables et toujours disponibles, et sur la manière dont in fine ces robots pourraient changer la sexualité humaine, la notion d'intimité (« cyber-intimité » qui n'exclut pas la solitude ou la « cyber-solitude ».) ou notre empreinte énergétique et écologique. Pour R. Mackenzie (2015), selon qui les sexbots pourraient être de prochains partenaires sexuels (sous forme d'avatars notamment), le statut éthico-juridique de ces robots « dotés de « sensibilité » est encore incertain, mais exige d'être pensé sans tarder ».
Les enjeux sont aussi économiques ; en 2017, le marché des « technologies du sexe » (« sextechs ») vaudrait déjà trente milliards de dollars, et celui de la pornographie pourrait atteindre des dizaines de milliards de dollars par an.

## Histoire et prospective

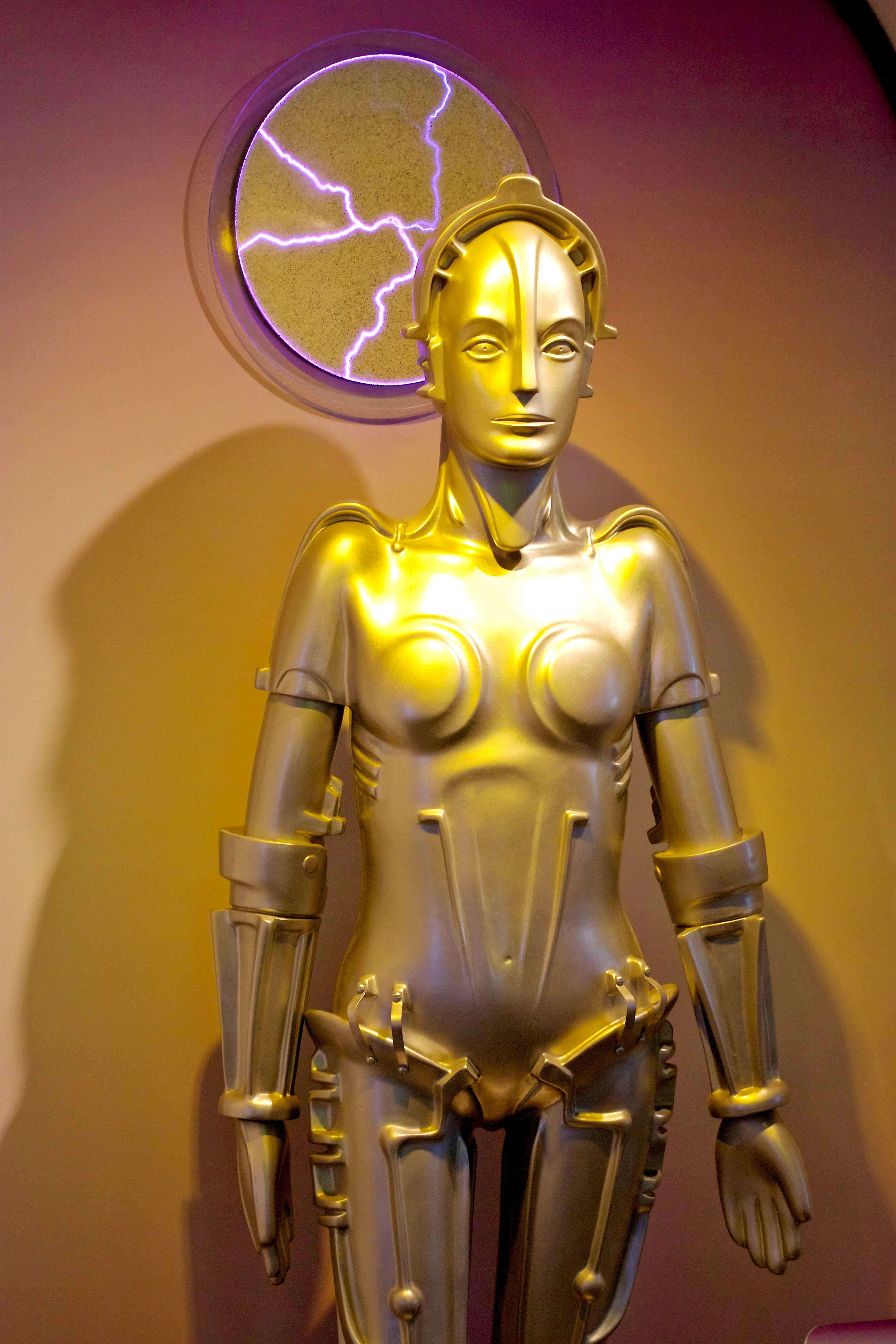
Le robot Maria du film Metropolis de Fritz Lang (1927).

Le robot sexuel pourrait trouver des racines dans le passé avec divers types de jouets sexuels ou avec les « épouses hollandaises » qui désignaient au Japon des poupées et jouets sexuels qui auraient été utilisés par les marins hollandais venus commercer avec le Japon au XVIIe siècle.
D'abord évoqué par divers auteurs de science-fiction, le robot sexuel proprement dit est tantôt envisagé comme un sextoy plus ou moins élaboré, une poupée sexuelle robotisée plus ou moins sophistiquée, ou encore comme un véritable androïde intelligent, « robot social » doté d'une capacité à simuler des sentiments (voire dans certains scénarios à éprouver de « vrais » sentiments, comme dans le jeu vidéo Detroit: Become Human) ou à y répondre, y compris sur le plan sexuel.
L'apparition de tels robots est selon divers auteurs une évolution inévitable de la robotique et des jouets sexuels existants, s'inscrivant dans le domaine de la cybersexualité.
Une confirmation socio-économique de cette tendance semble déjà visible dans l'industrie du sexe. Certains auteurs estiment qu'elle pourrait peut-être pour partie se substituer à la prostitution (ou en devenir une forme nouvelle ? également asymétrique du point de vue sentimental) et aussi s'inscrire dans la continuité de ce que Rambukkana & Gauthier (2017) dénomment en 2017 le marché de l'« industrie de l'adultère ». D'autres, comme Agnès Giard notent qu'une partie de ces robots pourraient avoir d'autres usages que sexuels : des poupées de latex puis de silicone ou de vinyle (dites « love dolls » ou « rabu dôru », « ラブドール » en japonais) sont déjà « les matrices d'un jeu de rôle grandeur nature qui consiste à habiller, coiffer puis mettre en scène des duplicatas de jeunes filles afin d'en faire les héroïnes d'une histoire dans laquelle les objets sont des créatures vivantes. Suivant des conventions adoptées aussi bien par les fabricants que les clients, elles sont non pas « produites » mais « mises au monde », non pas « vendues » mais « mariées » ».
En 1996, RealDoll (issu de la société Abyss Creations) lance un marché international de poupées sexuelles dites « réalistes » et de taille humaine. Ces poupées sont largement médiatisées par la culture populaire ; d'abord presque toutes féminines avant que n'apparaissent quelques modèles masculins, avec possibilité pour le client de personnaliser des poupées transgenres.
Une décennie plus tard, en juin 2006, Henrik Christensen, du Réseau européen de recherche en robotique, déclarait au Sunday Times que « des gens commenceront à avoir des relations sexuelles avec des robots dans un délai de cinq ans ».
En 2010, une poupée sexuelle dénommée « Roxxxy » produite par la société américaine True Companion, dotée d'une certaine capacité à interagir grâce à des réponses préenregistrées et à répondre vocalement à quelques stimulis tactiles, a été présentée lors d'un salon professionnel à Las Vegas. Une variante masculine a été mis sur le marché, dénommé « Rocky ».
En 2014, David Levy, joueur d'échecs et auteur d'un ouvrage intitulé Love and Sex with Robots, estime dans une interview accordée au journal Newsweek que « les robots sexuels amants seront une aubaine pour la société [...] Il y a dans le monde des millions de personnes qui, pour une raison ou une autre, ne peuvent établir de relation humaine satisfaisante ». Il estime que cela se déroulera vers le milieu du XXIe siècle.
En 2015, Matt McMullen (créateur du RealDoll) déclare qu'il a l'intention de créer des poupées sexuelles ayant la capacité de tenir des conversations.
Sinthetics commercialise des poupées sexuelles masculines dotées d'un pénis érectile réaliste (avec diverses options de pénis, au choix du client ou de la cliente). En 2017, cette compagnie affirme vendre autant de poupées masculines que féminines. 
En 2017, L'Android Love Doll peut prendre « 50 positions sexuelles automatisées » et quelques autres simulent des orgasmes et/ou adoptent des personnalités préprogrammées ou parlent, et un fabricant affirme que son système d'intelligence artificielle peut observer les réactions du corps pour y répondre en synchronisation, s'allonger et accentuer un orgasme… mais aucun de ces robots n'est capable de marcher ni de vraiment imiter l'être humain.

## Discussions philosophiques et éthiques
Mackenzie note que les économies d'échelle et les avantages sanitaires devraient facilement faire admettre des robots doués d'une certaine sensibilité au service des humains dans l'industrie et le domaine du soin (dont pour prendre soin des personnes âgées, d'infirmes et des handicapés mentaux), et pour accomplir des tâches que nous ne souhaitons pas assumer, en particulier pour remplir certains services sexuels en tant qu'assistant sexuel.
Ces robots pourraient aider à résoudre certaines pathologies sexuelles, mais peut-être aussi créer une nouvelle forme d'addiction sexuelle où l'humain pourrait devenir dépendant de robots (éventuellement avatars), peut-être bientôt capables de le manipuler car dotés d'une intelligence artificielle.
Kathleen Richardson qui enseigne l'éthique robotique à l'université de Montfort (Leicester) craint que cette forme de robophilie n'appauvrisse les relations interhumaines, à la suite d'une confusion des émotions feintes du sexbot avec des émotions vraies. Une confusion supplémentaire et éthiquement problématique pourrait résulter des capacités prochaines de la technique à imiter fidèlement le visage, le corps et/ou la voix ou certaines mimiques de personnages existant réellement (une star, un partenaire décédé, son enfant, etc.).
Divers auteurs notent que des humains semblent pouvoir nouer des relations affectives avec un robot même s'il n'a pas d'apparence humaine. Ainsi, des enfants parlent facilement de leurs Tamagotchis (gadgets électroniques interactifs qui furent d'abord une petite console puis un objet connecté demandant à être nourri, lavé et soigné comme un petit compagnon animal virtuel) comme de « créatures » et non comme de robots. Il en va de même pour le petit jouet robotique Furby (1998), une petite peluche robotisée, animée et interactive, qui réclame aussi des soins ou pour AIBO, le petit robot en forme de chien mis sur le marché par Sony en 1999.
Du côté de la psychologie évolutionniste, Helen Driscoll de l'Université de Sunderland pense qu'un humain peut tomber amoureux d'un robot. David Levy, chercheur en intelligence artificielle arrive aux mêmes conclusions en 2008, dans un essai intitulé : Love and sex with robots.
Cette hypothèse amène alors à se poser des questions sur nos croyances en la technologie, notre perception de l'amour, de l'intimité, de l'adultère, de l'infidélité « par » avatars, etc. ; elle questionne aussi notre rapport à la vie et à la mort et au deuil (vis-à-vis d'un robot qui ne vieillit pas physiquement, ou qui pourrait tomber définitivement en panne).
Alors que la réalité virtuelle et le contenu pornographique s'insèrent dans certains jeux vidéo et que des jouets sexuels peuvent déjà être commandés à distance par un partenaire, une nouvelle « cyber infidélité » semble émerger, pour partie ancrée dans le monde réel et pour partie virtuelle. D'éventuelles dérives d'utilisation des robots sexuels voire de l'équivalent d'abus sexuel questionnent les droits humains, et la notion de consentement éclairé.
Patrick Lin (qui enseigne la philosophie et l'éthique en robotique à la California Polytechnic) explique que les robots n'ayant pas de droits, ils ne nécessitent actuellement pas de consentement quant à leur utilisation, y compris en cas de simulacre d'actes violents considérés comme dégradants ou répréhensibles lorsque pratiqués avec des humains. Cependant si la société comprend que la sexualité exige le consentement, la loi pourrait évoluer et imposer de demander un équivalent de consentement de la part du robot (consentement qui pourrait devenir l'une des normes de l'interaction homme-robot). Le consentement décrirait ici non pas une réponse éclairée du robot mais « ce que notre action dit à la société » ; la nécessité d'un consentement restaurerait une forme de communication, de respect mutuel et de compromis dans l'échange sexuel, en limitant le risque de déshumanisation du sexe et de l'intimité. Danaher évoque ainsi en 2014 la possibilité de criminaliser ce qu'il dénomme  « viol robotique » car il nuit au caractère moral de l'auteur et/ou qu'il est offensant envers autrui, et aussi parce que le viol est illégal en soi, qu'il y ait ou non danger physique pour l'autre. Se pose alors la question du consentement du robot, qui devrait pour le délivrer être capable de distinguer le fantasme de viol d'un vrai passage à l'acte, et pouvoir disposer de critères déclenchant ce type de consentement.
Un jouet sexuel (« SaSi ») inclut un algorithme apprenant  supposé lui permettre d'intégrer ce que la personne qui l'utilise aime le plus et un autre, activable à distance via un téléphone portable envoie des informations au fabricant (au motif selon son fabricant d'améliorer ses capacités). Un fabricant intègre dans une poupée de silicone une tête robotique, de l'intelligence artificielle et la « réalité virtuelle immersive » (Owsianik, 2016). CamSoda a lancé Blowcast, un site permettant de vivre en ligne une expérience sexuelle avec par exemple une fellation semi-virtuelle combinant une vidéo et un appareil capable d'induire des sensations qui concordent avec la vidéo (Clark-Flory, 2016) ou de reproduire les stimulis créés par une partenaire choisie à distance, via Internet.
Le risque du piratage des données d'un robot sexuel capable de voir, d'entendre et d'enregistrer des moments d'intimité (ou de communiquer en ligne) est également une question posée.

## Aspects sociologiques
Peu de travaux semblent disponibles au sujet de ce que pensent les individus des relations qu'ils pourraient avoir vis-à-vis de robots sexuels.
Un sondage (le premier sondage systématique selon ses auteurs) a interrogé des personnes sur la pertinence et la valeur des robots sexuels, et sur les formes qu'ils pourraient prendre. Il s'agissait aussi de comprendre comment les interrogés classaient l'interaction sexuelle avec un robot, et quelles raisons ou circonstances rendraient - selon eux - leur utilisation appropriée. 
Les résultats montrent une nette différence d'acceptabilité entre les répondants selon qu'ils sont des hommes ou des femmes (les femmes étant moins nombreuses que les hommes à les considérer comme appropriés et/ou socialement utiles). Des convergences apparaissent sur la manière dont on les imagine et dont la sexualité avec eux pourrait être classée, qui semblent dépendre de la vision plus générale que les individus ont de la sexualité au sein de la vie sociale et individuelle.

## Questions de la Foundation for Responsible Robotics en 2017
Le rapport de la Foundation for Responsible Robotics publié en 2017 est composé d'interviews de roboticiens, éthiciens, acteurs des sciences sociales, avocats et spécialistes de la technologie. Il considère que le robot sexuel est un sujet qui suscite encore de la gêne dans le monde politique et de la recherche, mais qu'il est temps d'encourager le débat public étant donné ses enjeux. Il apporte des premières réponses à sept questions relatives aux robots sexuels actuels, aux « sextechs » et à la vie privée, questions retenues parce qu'ayant reçu une attention récente de la part des médias et de la littérature en sciences humaines et techniques. Pour cette étude, les auteurs ont étudié les textes et enquêtes d'opinion disponibles, et ont interrogé des travailleurs du sexe et deux fabricants.

### «Acceptera-t-on d'avoir des relations sexuelles avec un robot?»
Les réponses à cette question varient beaucoup selon les sondages et légèremenent en fonction du genre : le taux de réponses positives le plus bas était de 9 % dans une enquête du Huffington Post et le plus haut de 66 % chez les hommes (avec un taux favorable plus bas, mais toujours significatif chez les femmes). Ceci crédibilise le marché des robots sexuels plutôt destiné à des hommes, mais qui pourrait intéresser beaucoup de femmes.
Une étude montre que pour la plupart des gens, le simple fait de toucher des zones « intimes » d'un robot éveille l'excitation et que des hommes peuvent trouver des images de robots en sous-vêtements aussi attrayantes que si l'image représente une femme en sous-vêtements. Les différences individuelles d'appréciation ne sont pas encore expliquées.
Dans un essai prospectif, Ian Yeoman (futurologue spécialisé dans le voyage et le tourisme à l'université Victoria de Wellington) décrit en 2050 le quartier de la prostitution d'Amsterdam comme vivant d'un tourisme sexuel uniquement orienté vers des androïdes indemnes d'infections sexuellement transmissibles et non vers des esclaves sexuels issus de la traite des êtres humains, venus en contrebande d'Europe de l'Est. Ces robots sont dans ce scenario contrôlés par le conseil municipal (prix, horaires, usages et services sexuels...).

### «Quel genre de relation peut-on avoir avec un robot?»
L'émotion ne peut aujourd'hui qu'être grossièrement simulée par un robot, mais l'amour est une émotion puissante face à laquelle un individu peut être facilement manipulé ; l'éthicien John Sullins soutient que l'illusion est irrespectueuse de l'humain et « ne devrait pas être utilisée pour tromper les gens et les rendre plus dépendants d'une machine qu'ils ne le devraient ».
Le robot sexuel ne devrait être qu'un sextoy amélioré et ne pas chercher à tromper. Scheutz et Arnold concluent d'ailleurs que les sujets qu'ils ont interrogé assimilent le sexe pratiqué avec un robot sexuel plutôt à « une forme de masturbation ou l'utilisation d'un vibrateur qu'à des rapports sexuels avec un humain ». À la question de savoir si l'on peut perdre sa virginité avec un robot, seuls 30 % des sondés répondent « oui » ; 70 % ont déclaré que « non » (et ceci sans différence entre les hommes et les femmes). La plupart des gens distingueraient donc bien le robot d'un partenaire humain et le plaisir procuré par un artéfact d'une sexualité complète et épanouie ; Snell en 1997 inventait le mot « technovirgins » pour désigner des personnes qui n'avaient jamais eu de rapports sexuels avec des robots. Cathyryn Berarovic (2016), ancienne travailleuse du sexe et écrivain dit que tous les clients qu'elle a eu ont souhaité avoir au moins un orgasme non-simulé au cours de leur rendez-vous. Ruddick (1975) juge le désir réciproque comme central dans l'amour : « Nous désirons non seulement l'Autre - nous souhaitons être désirés et, encore plus complètement, nous désirons que notre désir soit désiré ». Cependant Choi (2008) reprend un argument de David Levy (2008) qui est que tomber amoureux d'un robot n'est pas très différent de tomber amoureux d'une personne inconnue dans une salle de discussion sur Internet. Il existe des cas documentés d'hommes qui semblent avoir développé un véritable attachement pour des poupées sexuelles.

### «Des travailleurs sexuels robots et des maisons closes seront-ils acceptables?»
De tels endroits n'existent à ce jour que dans la science-fiction, mais leur abondance dans la littérature et le cinéma et l'acceptation rapide ainsi que le développement en Asie de maisons réservées aux poupées sexuelles sont des indices d'une possible acceptation, au moins dans certaines régions du monde ;
- une société japonaise (Doll No Mori) commercialise même un service d'escortes de poupées sexuelles statiques (lancée à Tokyo en juillet 2004)[3]
- début 2017, une première maison close (dénommée LumiDolls) exclusivement réservée à des sex-dolls s'est ouverte en Espagne à Barcelone[26], annonçant en 2017 un modèle dont le corps se maintient à une température de 37 °C
- la plupart des personnes interrogées par Scheutz et Arnold ont jugé la notion de « prostituée-robot » acceptable[3].
- Danaher cité par le Daily Star (Waddell, 2016) estime même que ces robots pourraient supprimer ou diminuer le trafic sexuel et remplacer tout ou partie de la prostitution. Mais ce point de vue est purement empirique et n'est étayé par aucune étude (la prostitution pourrait rester un moyen de gagner de l'argent, et l'anonymat et la passivité des premiers robots sexuels, appréciés par certains, ne conviendrait sans doute pas à d'autres, notamment à ceux qui ont des fantasmes de domination, de même que la prostitution légalisée n'a pas semblé diminuer le trafic sexuel là où elle existe)[3]. La possibilité de créer des robots sexuels à l'image d'enfants pose également question[3].

### «Les robots sexuels changeront-ils les perceptions sociétales du genre?»
Selon Gutiu (2012) et selon Kathleen Richardson (qui estime qu'il faut interdire l'utilisation de robots sexuels), les robots sexuels tels qu'ils sont conçus peuvent encourager l'idée que les femmes sont assujetties aux hommes et/ou de simples instruments de réalisation de leurs fantasmes, comme c'est souvent le cas dans la pornographie, au préjudice des femmes et de leur image.
De tels robots pourraient « sexualiser » le viol, la violence, le harcèlement sexuel et la prostitution et favoriser la domination des hommes et/ou la soumission des femmes.
On ignore cependant si l'arrivée de tels robots changerait ou aggraverait cette perception, alors que l'industrie du sexe est déjà prospère et opère sur cette objectivation et marchandisation du corps (principalement féminin, mais pas uniquement). De plus, dans ce cas, l'acte sexuel, généralement individuel, ne se ferait toutefois plus avec un adulte consentant mais avec un objet à apparence humaine (ou non). Ceci diffère du cas de la femme traitée en tant qu'objet sans son consentement dans la rue, dans le lieu de travail ou en tant que prostituée.
Faute d'études et d'enquête publiées à ce propos, les auteurs du rapport suggèrent que la recherche soit poursuivie et qu'un débat public élargi soit lancé (débat « qui devrait inclure les communautés habituellement sous-représentées »).

### «L'intimité avec les robots peut-elle aggraver l'isolement social?»
Les relations « sentimentales » avec des robots resteront-elles fictives ? Pourraient-elles diminuer notre capacité à interagir avec d'autres humains ? Peu d'études scientifiques peuvent le démontrer, car l'éthique interdit de réaliser sur l'Homme des expériences contrôlées risquant de nuire aux personnes.
Les experts cités par le rapport de 2017 estiment cependant majoritairement que cette probabilité est forte, car les robots existants sont loin de pouvoir remplacer la sociabilité humaine. Ils peuvent isoler socialement et au détriment de liens d'amour et d'amitié qui fondent une société éthique selon Sullins (2012).
Sherry Turkle (2011) craint, elle, qu'en outre les véritables relations sexuelles deviennent « accablantes » car moins « faciles » qu'avec des robots sexuels ; Joel C. Snell (1997) note que cela pourrait rendre la pratique addictive. Lydia Kaye, en 2016, pense que les relations sexuelles avec des robots « désensibiliseront les humains à l'intimité et à l'empathie, qui ne peuvent être développées que par une interaction humaine et des relations mutuelles réciproques ».
Dans une enquête de De Graaf et Allouch en 2016, 20,5 % de 1 162 répondants néerlandais estimaient qu'un robot-compagnon pourrait diminuer la solitude, et 14,3 % estimaient inversement qu'ils augmenteraient la privation sociale ou l'isolement ; 38,4 % pensaient qu'il n'y aurait pas de conséquences positives à leur utilisation.
Un scénario possible est qu'après une période d'acceptation sociale, nos normes sociales puissent évoluer et que des gens pourraient alors emmener avec eux leurs robots (qui pourraient aussi avoir d'autres fonctions que sexuelles) dans des lieux et moments de sociabilité normale.
D'autres études, par exemple sur la présence d'un robot domestique par Kerstin Dautenhahn et al. (2005) ont conclu que beaucoup des participants (40 %) dans ce cas recherchaient ou imaginaient plutôt un robot ayant un rôle d'assistant, de machine ou de serviteur et non destiné à entièrement les remplacer. Rares sont les répondants imaginant le robot domestique comme partenaire sexuel ou ami. La même année Robins et al. (2005) notent que dans certains cas (comme cela a été montré pour d'autres types de robots avec des enfants autistes,,, un robot peut jouer le rôle de médiateur resocialisant. Un objectif pourrait alors être de créer, grâce au robot, des compétences nouvelles chez les humains, pouvant être généralisées dans des interactions avec d'autres humains ; le rapport de 2017 suggère d'explorer cette idée.

### «Des robots contribueront-ils aux thérapies sexuelles?»
Oui, selon divers auteurs qui se fondent notamment sur le fait que la robothérapie existe déjà dans d'autres domaines. Des sexologues et thérapeutes ont suggéré des utilisations de robots pour résoudre des problèmes de santé sexuelle et reproductive tels que la dysfonction érectile, l'éjaculation précoce et l'anxiété causée par une première rencontre sexuelle[réf. incomplète]. Des sextoys sont déjà recommandés après certaines opérations chirurgicales chez la femme adulte ou pour le traitement de certains troubles érectile ou orgasmique, ainsi que chez l'homme adulte dont comme moyens non pharmacologiques et non chirurgicaux de traitement de la dysfonction érectile masculine, ce qui a aussi donné lieu à des réflexions éthiques. C'est un enjeu important de santé publique (puisque celle-ci inclut la santé sexuelle et que des études ont évalué à environ 43 % et 31 % la proportion des femmes et des hommes, respectivement, qui souffrent d'une forme de dysfonctionnement sexuel).
Des opinions plus tranchées (pour et contre) se manifestent à propos du traitement des blocages sociaux-émotionnels quand il concerne des personnes âgées en maison de soins et/ou des handicapés.
Le sexologue américain Ian Kerner pense que des robots sexuels, parce qu'ils ne jugeraient pas leur partenaire, pourraient aider des patients souffrant d'impuissance, d'inhibition ou d'autres troubles sexuels pénibles.
Matt McMullen (PDG de Real Doll) se dit convaincu que ses « poupées » et des robots sexuels peuvent aider une partie de la population et le font depuis près de vingt ans, en levant ou compensant des blocages sociaux et émotionnels et en rendant des gens plus heureux et moins solitaires. Pour lui, des robots plus techniques sont l'étape logique suivante.
De même, David Levy écrit en 2008 que beaucoup d'utilisateurs de poupées sexuelles seraient sans elles devenus socialement mal insérés, exclus voire pire. ils sont ainsi plutôt des êtres humains mieux équilibrés. Selon lui, en cas d'efficacité thérapeutique démontrée, peut-être devrait-on fournir ces outils à ceux qui en ont besoin.
Le Dr Kate Devlin (informaticienne de l'Université Goldsmiths de Londres, ayant organisé la conférence 2016 « Love and Sex with Robots ») a constaté en 2016 qu'il y a encore un énorme tabou sur la sexualité dont sont privés les personnes âgées infantilisées et isolées ou mises en foyers ou maison de retraite alors qu'elles ont besoin d'amour, de contact et de désir et plaisir sexuels, y compris après le deuil d'un partenaire[réf. incomplète]. Une autre question serait alors ensuite l'acceptabilité de ce type de robot par les pensionnaires de la maison de retraite. Certains pourraient trouver l'idée attrayante et d'autres répugnante (bien que cela puisse changer avec le temps) ; il ne semble pas y avoir d'études sur ce sujet ; il faudrait en outre éthiquement étudier le cas de personnes âgées vulnérables car atteintes de démence (quel consentement éclairé possible dans ce cas ?). Enfin, le personnel de la maison de retraite et les membres de la famille ou d'autres patients pourraient aussi s'opposer à cette idée[réf. incomplète].
Une thérapie incorporant une poupée (non-sexuelle) dite « Someone to Care For » (« Quelqu'un dont il faut prendre soin ») a déjà été utilisée dans les foyers de fin de vie dans les années 1990, justement pour aider les personnes atteintes de démence grave. Elle est controversée car pouvant aussi être assimilées à une infantilisation ou à une tromperie isolant leur dignité (il est fréquent qu'ils pensent que la poupée est un véritable bébé) ; selon leurs fabricants elles améliorent la qualité de vie des personnes âgées victimes de démence. En 2012, Amanda et Noel Sharkey, et d'autres, ont noté que des interactions régulières avec un AIBO, un babyloid (une peluche reproduisant le comportement d'un bébé, qui pleure, sourit et s'endort) ou autre « robot social » diminuent le sentiment de solitude exprimé lors des tests,. Des robots zoomorphique ont aussi été utilisés comme alternative.
Au Royaume-Uni, la loi sur les droits de l'homme de 1998 et la loi sur l'égalité de 2010 rendent illégal le fait de ne pas aider les personnes handicapées à profiter des mêmes plaisirs que les autres personnes dans l'intimité de leurs propres lieux de vie. Des professionnels de la santé cherchent à mieux définir les droits et besoins sexuels des handicapés et dans quelles conditions la sexualité peut être considérée comme une thérapie médicale.
Pour Joseph Apparel, des personnes handicapées pouvant disposer d'une vie personnelle devraient avoir les mêmes droits et opportunités sexuelles que tous les autres êtres humains, et dans ce domaine les règles habituelles de consentement peuvent être inappropriées. Des robots sexuels ne seraient pas une panacée mais pourraient aider certains et renforcer l'isolement d'autres. Enfin, une personne handicapée peut aussi légitimement préférer des services sexuels rendus par des professionnels du sexe spécialisés (comme TLC, un organisme de bienfaisance anglais offrant ce type de service à des hommes et femmes handicapés de manière responsable). Ces questions demandent un encadrement éthique (dans les cas de démence, un robot sexuel pourrait  être pris pour une vraie personne). Certains « sexbots » pourraient être des assistants sexuels d'intérêt thérapeutique, mais aussi avoir un tout autre statut, car pouvant également avoir d'autres types d'interactions positives avec le patient, tout en pouvant le stigmatiser ou faire l'objet d'une nouvelle « forme de maltraitance » note Mackenzie...

### «Les robots sexuels pourraient-ils aider à réduire les crimes sexuels?»
Parmi les nombreuses variantes du désir sexuel figurent des pratiques atypiques dites paraphilies dont font partie le fétichisme et l'attrait pour des situations, des fantasmes ou des comportements atypiques (voyeurisme, exhibitionnisme…) ou encore la pédophilie. Le Manuel de diagnostic et statistique américain des troubles mentaux distingue clairement la paraphilie des « troubles de la paraphilie » (il y a trouble quand un intérêt sexuel atypique provoque une détresse ou une altération de l'individu ou un préjudice pour les autres).
L'idée d'intégrer des robots sexuels dans certaines thérapie sexuelle, dont pour prévenir des crimes sexuels tels que l'agression violente, le viol et la pédophilie a été émise et argumentée, tout en suscitant de fortes controverses que le rapport de 2017 commente ainsi : « Pour la plupart des gens, qui ne sont pas des criminels sexuels ou des thérapeutes qualifiés, la réponse viscérale immédiate et une répugnance à la notion de robots sexuels « enfants ». Certains thérapeutes pensent qu'ils pourraient cependant empêcher certains pédophiles de passer à l'acte ou de récidiver dans le monde réel ». La société japonaise Trottla fabrique et commercialise ainsi des poupées sexuelles imitant des enfants, qui se vendent depuis plus d'une décennie. Takagi, fabricant de telles poupées estimait en 2016 que « nous devrions admettre qu'il n'existe aucun moyen de changer les fétiches de quelqu'un […] J'aide les gens à exprimer leurs désirs, légalement et de manière éthique. La vie ne vaut pas la peine d'être vécu si c'est avec un désir sexuel réprimé ».
Ron Arkin enseigne la robotique à l'Institut technologieque de Géorgie. Il estimait en 2016 qu'il « qu'avoir de telles poupées devrait être non seulement légalement autorisé, mais que peut-être certains devraient recevoir des prescriptions pour en avoir » ; selon lui elles pourraient permettre à certains de réorienter leurs désirs vers des machines, loin des vrais enfants »(Rutkin, 2016) ; point de vue qui n'est pas partagé par Peter Fagan (chercheur en paraphilie à la Johns Hopkins School of Medicine) qui craint au contraire une sorte d'« effet de renforcement » ou de légitimation de l'acte. Entre les deux Kate Darling (chercheuse au MIT note que la recherche n'a pas d'avis à ce sujet, et n'en aura pas facilement car outre que le financement de ce type d'étude est rare, il serait difficile de trouver un groupe de pédophiles acceptant de participer à une telle recherche, qui pourrait susciter des oppositions venant de plusieurs fronts.
Le viol et les violences sexuelles sont des troubles graves de la sexualité, de la conduite sociale et de l'empathie.
Or un robot humanoïde peut être utilisé pour simuler un viol et d'autres comportements violents et dégradants, ce qui pose des questions éthiques, comme le montrent les débats suscités dans les médias par le film Westworld, dont le scenario met en scène des robots humanoïdes (joués par des acteurs humains) violemment battus et violés par des invités humains au dans le « parc d'attractions » de Westworld.
Si dans certains cas se « défouler » sur un robot pourrait momentanément atténuer les pulsions violentes, aucun élément ne permet de penser qu'exercer des simulacres de viol sur des robots à forme humaine atténuerait le risque qu'un viol réel (ou d'autres formes de violences sexuelles) soit ensuite perpétré par la même personne. De nombreux avis estiment que la liberté d'exercer des violences sur un robot à forme humaine ou de concrétiser sur lui des fantasmes parmi les plus sombres pourrait renforcer les pratiques sexuelles illicites, au détriment des personnes vulnérables ;
Le rapport conclut sur ce point que l'efficacité des robots sexuels pour réduire les crimes sexuels reste difficile à prédire, mais pourrait nettement différer de celui des aides sexuelles conventionnelles.

## Controverses ou oppositions
Il existe un biais de genre, parfois dénoncé par des féministes, car les robots sexuels existants semblent essentiellement conçus et fabriqués par des hommes et destinés à des hommes hétérosexuels de type caucasien ou asiatique (alors que le marché du sextoy présente des choix plus variés). Ce « robot-sexisme » selon Robertson et Weber ne fait que refléter le modèle dominant des sociétés qui les fabriquent.
En septembre 2015, une campagne contre les robots sexuels est lancée par deux universitaires : Kathleen Richardson (université De Montfort) et Erik Billing (université de Skövde), qui appellent à interdire la création de robots sexuels anthropomorphes,,,. Ils soutiennent que l'introduction de tels dispositifs nuirait socialement et serait dégradant pour les femmes et les enfants. Une campagne contre les robots sexuels est notamment menée par Richardson, qui soutient que les interactions entre humain et sexbot auraient les mêmes conséquences symboliques que les interactions entre homme et prostituée : les deux types de relation seraient problématiques parce que non égalitaires.
Au même moment (septembre 2015) la société japonaise SoftBank (producteur japonais du robot Pepper conçu par la société française Aldebaran) incluait dans son contrat de vente une clause interdisant d'utiliser ses robots comme robot sexuel (« ne pas avoir d'acte sexuel avec le robot ni d'autre comportement indécent » / « The policy owner must not perform any sexual act or other indecent behaviour »,).

## Point de vue féministe
Le fait que de tels robots sont actuellement fortement susceptibles d'être anthropomorphes, féminins et dotés d'un sex-appeal, évoquant parfois la femme fatale ou la femme-enfant de la culture manga, aux poses et vêtements parfois directement inspirés du vocabulaire formel de la pornographie, provoque des peurs ou critiques légitimes notamment chez les féministes.
Plusieurs auteurs s'interrogent ainsi quant au risque de renforcement des stéréotypes envers les femmes (ou les hommes ou les transexuels) en tant qu'objets sexuels. Dans une nouvelle écrite par Frédéric Bisson en 2015, la place des « sexo-robots » dans la vie quotidienne divise les féministes, révélant des « lignes de fracture idéologiques entre le vieil humanisme et une nouvelle métaphysique plus généreuse du rapport homme-machine »

## Statut du robot
« Un robot sexuel sophistiqué, apprenant et agissant pourrait-il n'être qu'un objet ou simple partenaire sexuel ? », se demande Marmion (2016).
Début 2017, le rapport Delvaux, réalisé par le groupe de travail sur la robotique et l'intelligence artificielle du Parlement européen, propose de créer des cotisations sociales calculées à partir des gains de productivité permis par les robots, mais aussi de doter les robots les plus autonomes d'une personnalité juridique nouvelle ayant un statut particulier de « personnes électroniques », et d'imposer qu'ils soient assurés pour couvrir les éventuelles fautes ou dégâts qu'ils pourraient commettre. En effet, on ignore comment leurs capacités d'autoaprentissage, seuls ou collaborativement via le cloud ou d'autres moyens de communication, pourraient faire en sorte que la responsabilité du fabricant, du propriétaire, de l'utilisateur ou de celui qui a développé les algorithmes d'apprentissage ne puisse plus être invoquée. Pour l'universitaire Tony Belpaeme, « les entreprises qui fabriquent et utilisent les robots devraient continuer à être responsables. »

## Question sociétale et de recherche académique
L'industrie du sexe a une importance telle dans le monde que « personne ne peut prétendre qu'elle n'est pas pertinente pour la vie des gens ». En 2017, au moins quatre entreprises produisent aux États-Unis des robots sexuels, mais il n'existe pas de statistiques publiées sur le nombre de propriétaires de tels robots dans le monde. Certes il s'agit encore de poupées articulées plus que de robots, mais Matt McMullan, directeur général d'un des fabricants de bot, Abyss Creations, concentre ses efforts sur l'interactivité.
Ce sujet, à la fois trivial et médiatiquement sensationnel suscite un début d'intérêt universitaire, qui sans être véritablement tabou, semble encore  être encore « inconfortable » pour la science académique. Celle-ci a commencé à étudier les états psychologiques nouveaux qui pourraient naitre au contact de robots, tout en s'interrogeant sur leurs implications sociales, juridiques et morales. Mais les chercheurs restent dans ce domaine peu nombreux et la technologie liée au sexe est encore plus rarement abordée par les études académiques, faute de crédits de recherche notamment.

### État de la recherche
Des études ont déjà montré que des personnes, sans être fétichistes, peuvent développer une sorte d'attachement anthropomorphisant et sentimental envers une poupée, un animal ou une plante, mais aussi envers un objet mécanique ou électronique (leur ordinateur ou leur voiture par exemple,. Parler à un animal comme à un enfant ou à autrui est considéré comme normal et relevant de notre intelligence sociale. Parler à un robot qui évoque un humain ou un animal semble alors plus rationnel, mais parler avec affection à une voiture semble plus étonnant. Or, en 2006, selon un sondage commandé par Reuters, un automobiliste anglais sur deux dit parler régulièrement à sa voiture[réf. incomplète] et 40 % des 2 000 visiteurs anglais sondés à l'occasion du Salon international de l'auto britannique estiment que leur voiture « a une personnalité qui peut être contrariée ». 20 % des anglaises disent avoir donné un petit nom d'animal à leur voiture mais pas à leur compagnon humain. Dans un autre domaine, on a montré que des soldats peuvent développer un attachement fort à certains de leurs robots (notamment ceux utilisés dans le déminage).
Des indices laissent penser que des robots sexuels peuvent aussi susciter des émotions sexuelles intenses (une étude de l'Université de Stanford (Californie) montre que le fait de toucher un robot à forme humaine dans des endroits érotiquement sensibles chez l'humain suscite une excitation sexuelle et une réponse physiologique chez la plupart des gens). Ces phénomènes posent des questions scientifiques légitimes mais, avant même d'avoir été bien étudiés, ils suscitent des mises en garde et des interprétations variées, voire divergentes, et les études se heurtent à divers obstacles, dont d'acceptabilité ; ainsi une conférence académique en préparation - un Congrès international sur l'amour et le sexe avec des robots - a dû être délocalisée après que l'hôte d'origine a considéré le sujet comme gênant.
Outre les effets sociopsychologiques d'interfaces et d'interactions sexuelles homme-robot déjà explorés par la science-fiction, les universitaires pourraient aussi examiner les problèmes de vie privée qui pourraient se poser quand la technologie sexuelle est imprégnée d'intelligence artificielle et connectée à l'Internet, au Cloud ou même au réseau téléphonique car certains jouets sexuels radiocommandés collectent et communiquent déjà ainsi des données à leur fabricant, avec des possibilités qu'ils puissent être « piratés ».
Le rapport 2017 de la Foundation for Responsible Robotics (Hague Global Institute for Justice) conclut que c'est à la société de décider de la meilleure façon de faire face aux évolutions de l'industrie du sexe qui se poursuivent depuis des décennies, mais que les universitaires peuvent et doivent contribuer au débat et poursuivre la recherche sur ces sujets afin que les débats ou décisions juridique soient fondées sur des preuves.

### Colloques et congrès internationaux
En 2014, un premier Congrès international sur l'amour et le sexe avec des robots s'est tenu à Madère.
En 2015, une deuxième conférence était prévue en novembre en Malaisie mais repoussée car interdite par l'autorité policière du pays,,. Elle s'est tenue en décembre 2016 au Goldsmiths, University of London, présidée par la Dr. Kate Devlin  qui a également fondé le premier hackathon sur le thème de la technologie et du sexe du Royaume-Uni (dans le même lieu en 2016).
En 2016, une discussion sur ces enjeux nouveaux (intitulée « Technology and Intimacy : Choice or Coercion? » (« Technologie et intimité : choix ou coercition ? ») a été intégrée à la douzième conférence de l'International Federation for Information Processing (IFIP, ONG reconnue par les Nations unies, associant plus de cinquante sociétés et académies de sciences nationales et internationales, et qui regroupe plus d'un million professionnels de l'informatique et des réseaux) intitulée Conference TC9 Human Choice & Computers,.